# Joshua Bloch

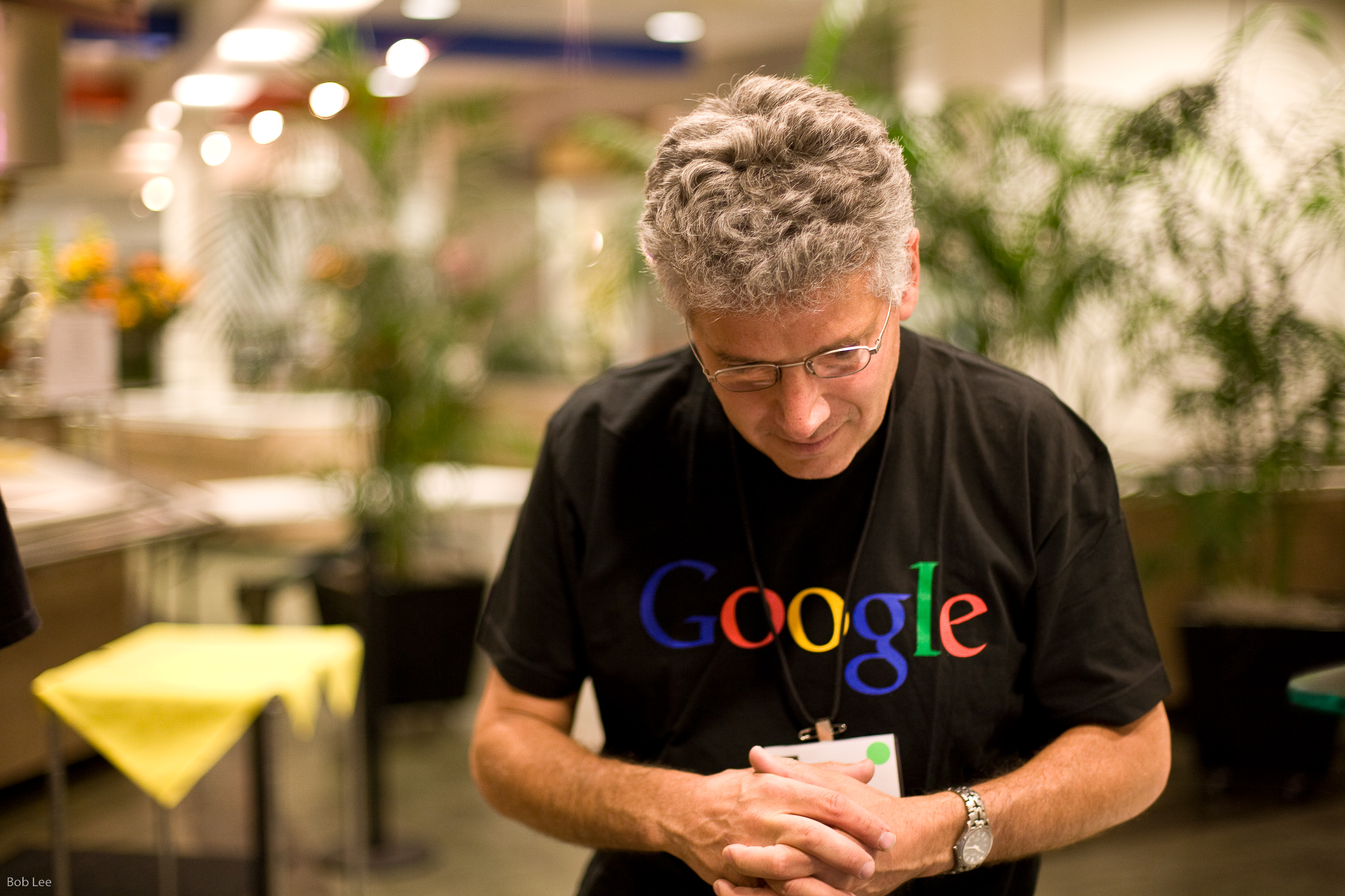
Joshua Bloch

Joshua J. Bloch (ur. 28 czerwca 1961) – inżynier oprogramowania, obecnie pracujący w Google. Prowadził projekt i implementację licznych funkcjonalności języka i platformy Java, między innymi Java Collections, pakietu java.math i mechanizmu asercji. Bloch jest autorem książki Effective Java, która wygrała 2001 Jolt Award.
Bloch posiada tytuł bakałarza informatyki Columbia University i stopień doktora informatyki Carnegie-Mellon University.
Bloch pracował jako Senior Systems Designer w Transarc, a następnie jako Distinguished Engineer w Sun Microsystems. W czerwcu 2004 r. opuścił Sun i został Chief Java Architect w Google.
W grudniu 2004 r. Java Developers Journal zamieścił Blocha na liście „Top 40 Software People in the World”.

### Inne
- Publications listed on DBLP